# Lindi
Pour les articles homonymes, voir Lindi (homonymie).
Lindi est une ville portuaire de la Tanzanie, la capitale administrative de la région de Lindi et du district de Lindi Urban. 

## Géographie
Elle est située sur la rive gauche du fleuve Lukuledi, à son embouchure dans l'océan Indien. Sa population s'élevait à 41 549 habitants en 2002.

## Histoire
À l'époque du sultanat de Zanzibar, Lindi était la ville la plus importante dans un rayon de plusieurs centaines de kilomètres, notamment en raison de sa position privilégiée sur la côte de l'océan Indien, à l'extrémité d'une route commerciale très fréquentée par les marchands d'esclaves venus du lac Malawi. En raison de son importance, les Allemands en firent une capitale régionale de leur colonie d'Afrique orientale allemande.
De 1909 à 1912, elle attira l'attention des paléontologues du monde entier après la découverte, sur le site de Tendunguru, à 100 km au nord-ouest, de très nombreux squelettes de dinosaures, en particulier de l'espèce Giraffatitan brancai, un brachiosauridé, qui est l'un des plus gros dinosaures découverts à ce jour.
La fin de l'esclavage avait porté un coup très dur à la ville et son déclin s'accéléra avec la fondation en 1946 de Mtwara, distante de tout juste 103 km mais dotée d'un port en eau profonde. Aujourd'hui, elle dépend largement de l'activité des marais salants voisins, et est l'une des plus petites capitales régionales du pays.